# إيفانو دي ماتيو
إيفانو دي ماتيو (بالإيطالية: Ivano De Matteo)‏ هو كاتب سيناريو ومخرج وممثل إيطالي، ولد في 22 يناير 1966 بروما في إيطاليا.

## وصلات خارجية
- إيفانو دي ماتيو على موقع IMDb (الإنجليزية)
- إيفانو دي ماتيو على موقع ألو سيني (الفرنسية)
- إيفانو دي ماتيو على موقع أول موفي (الإنجليزية)
- إيفانو دي ماتيو على موقع قاعدة بيانات الفيلم (الإنجليزية)
- إيفانو دي ماتيو على موقع كينوبويسك (الروسية)